# Patricia Barzyk
Patricia Barzyk (ur. 28 października 1963 w Montbéliard) – francuska aktorka polskiego pochodzenia, Miss Francji 1980 oraz pierwsza wicemiss w konkursie Miss Świata 1980.

## Biografia
Patricia Barzyk urodziła się 28 października 1963 w Montbéliard we Francji. Jej dziadek Bolesław Barzyk wyemigrował z Przysieki do Francji przed drugą wojną światową. W wieku 17 lat została wybrana Miss Francji 1980. Wybory odbyły się w hotelu Sheraton w Paryżu, pierwsze miejsce zdobyła Thilda Fuller, która z powodów osobistych po trzech dniach oddała koronę, która trafiła do Patricii Barzyk.
Dołączyła do Elite Model Management we Francji i Stanach Zjednoczonych. Pojawiła się na wielu okładkach czasopism we Francji i za granicą. Zrealizowała też kilka reklam telewizyjnych (Kis, Panzani, Motta) i wystąpiła w teledysku New Moon on Monday grupy Duran Duran.
Jej kariera filmowa rozpoczęła się w 1985 roku w filmie "Le Soulier de satin" Manoela de Oliveiry. Następnie Patricia Barzyk przyjęła rolę śpiewaczki operowej w "La Machine à découdre" Jean-Pierre'a Mocky'ego. Kiedy film ukończono, pozwała go za rozpowszechnianie jej nagich zdjęć w prasie. Wygrała proces, ale nie wniosła o odszkodowanie.

## Miss
W grudniu 1979 w Paryżu jako Miss Jura została pierwszą wicemiss Francji, konkurs wygrała Thilda Fuller. Trzy dni później po rezygnacji Thildy, Patricia przejęła tytuł Miss Francji. 13 listopada 1980 r. zdobyła tytuł drugiej wicemiss  Miss Świata 1980. Zwyciężczyni konkursu Gabriella Brum (kandydatka Niemiec Zachodnich) zrezygnowała z tytułu po 17 godzin od koronacji. Tytuł miss świata przypadł Kimberley Santos z Guamu, a Patricia Barzyk została pierwszą wicemiss konkursu Miss Świata 1980.
Jej córka, Sarah Barzyk, została Miss Paryża w 2008.

## Filmografia
- 1984 : Le Joli Cœur : dziewczyna w Sacré-Cœur
- 1985 : Le Soulier de satin : Doña Prouhèze
- 1986 : La Machine à découdre : Liliane
- 1991 : Money : Ute
- 1999 : Tout est calme : Eva
- 2000 : La Candide Madame Duff : panna Cast
- 2000 : La Bête de miséricorde  : Alice Moreau
- 2001 : Les Araignées de la nuit : Denise Dupuy
- 2002 : Mods : Catherine, nauczycielka
- 2003 : Le Furet  : Doktor Karadin
- 2004 : Les Ballets écarlates: Violaine
- 2004 : Grabuge ! : pani Delumeau
- 2006 : Le Deal  : Priscilla
- 2011 : Les Insomniaques  : Viviane
- 2012 : À votre bon cœur, mesdames : Mélissa
- 2013 : Le Renard jaune
- 2013 : Nina de Sarah Barzyk
- 2017 : Votez pour moi de Jean-Pierre Mocky : Coralie
- 2017 : Madame Hyde de Serge Bozon : sąsiadka